# UFC 314
UFC 314: Volkanovski vs. Lopes（ユーエフシー・スリーフォーティーン：ヴォルカノフスキー・バーサス・ロペス）は、アメリカ合衆国の総合格闘技団体「UFC」の大会の一つ。2025年4月12日、フロリダ州マイアミのカセヤ・センター で開催された。

## 大会概要
本大会はイリア・トプリアが返上して空位となったフェザー級王座を懸けてアレクサンダー・ヴォルカノフスキーとディエゴ・ロペスによるUFC世界フェザー級王座決定戦が組まれた。

## 試合結果

### アーリープレリム
第1試合 137.5ポンド契約 5分3R
○  ノハ・コノル vs.  ヘイリー・カワン ×
　2R 1:52 リアネイキドチョーク
第2試合 ミドル級 5分3R
×  トレーシャン・ゴア vs.  マルコ・トゥリオ ○
2R 3:16 TKO（右ストレート）
第3試合 フライ級 5分3R
○  ス・ムダルジ vs.  ミッチー・ラポーゾ ×
3R終了 判定2-1（28-29、29-28、29-28）
第4試合 ミドル級 5分3R
×  セドリクエス・ ドゥマス vs.  ミハル・オレクセイチェク ○
1R 2:49 TKO（左フック→パウンド）

### プレリミナリーカード
第5試合 フェザー級 5分3R
×  ダレン・エルキンス vs.  ジュリアン・イローサ ○
1R 4:15 TKO（パンチ）
第6試合 ライト級 5分3R
○  チェイス・フーパー vs.  ジム・ミラー ×
3R終了 判定3-0（30-27、29-28、29-28）
第7試合 女子ストロー級 5分3R
×  ヤン・シャオナン vs.  ビルナ・ジャンジロバ ○
3R終了 判定3-0（30-27、30-27、30-27）
第8試合 フェザー級 5分3R
○  ダン・イゲ vs.  ショーン・ウッドソン ×
3R 1:12 TKO（スタンドパンチ連打）

### メインカード
第9試合 ライトヘビー級 5分3R
×  ニキータ・クリロフ vs.  ドミニク・レイエス ○
1R 2:24 KO（左ストレート→パウンド）
第10試合 フェザー級 5分3R
×  ブライス・ミッチェル vs.  ジェアン・シウバ ○
2R 3:52 ニンジャチョーク
第11試合 フェザー級 5分3R
○  ヤイール・ロドリゲス vs.  パトリシオ・ピットブル ×
3R終了 判定3-0（30-27、30-27、30-27）
第12試合 ライト級 5分3R
×  マイケル・チャンドラー vs.  パディ・ピンブレット ○
3R 3:07 TKO（グラウンドの肘打ち連打）
第13試合 UFC世界フェザー級王座決定戦 5分5R
○  アレクサンダー・ヴォルカノフスキー vs.  ディエゴ・ロペス ×
5R終了 判定3-0（48-47、49-46、49-46）
※ヴォルカノフスキーが王座獲得に成功。

### 各賞
ファイト・オブ・ザ・ナイト：アレクサンダー・ヴォルカノフスキー vs. ディエゴ・ロペス
パフォーマンス・オブ・ザ・ナイト：パディ・ピンブレット、ジェアン・シウバ
各選手にはボーナスとして5万ドルが授与された。

### カード変更
負傷などによるカードの変更は以下の通り。